# Бридлав, Филип
Филип Марк Бридлав (англ. Philip Mark Breedlove; род. 21 сентября 1955, Атланта, Джорджия, США) — американский военный деятель, генерал ВВС США, бывший командующий Европейским командованием вооружённых сил США и Верховный главнокомандующий Объединённых вооружённых сил НАТО в Европе (2013—2016).

## Биография

### Молодые годы
Филип Марк Бридлав родился 21 сентября 1955 года в Атланте и вырос в Форест-Парке (штат Джорджия).
В 1977 году со степенью бакалавра в области гражданского строительства Бридлав окончил Технологический институт Джорджии, где был членом общества «Pi Kappa Alpha» и подружился с Джеймсом Уиннфилдом.

### Военная служба
В 1977 году, как лучший выпускник программы Корпуса подготовки офицеров резерва, вступил в ВВС США. С марта 1978 и до марта 1979 года, Бридлав был студентом школы подготовки пилотов на авиабазе «Уильямс» (штат Аризона). С марта по август 1979 года он был пилотом-инструктором на авиабазе «Рэндольф» (штат Техас). С августа 1979 по январь 1983 года Бридлав был лётчиком-инструктором самолёта «Cessna T-37 Tweet», а также экспертом по оценке полета и диспетчерским контролёром взлетно-посадочной полосы на базе «Уильямс». В 1982 году Бридлав стал почётным выпускником Школы офицеров эскадрилии на авиабазе «Максвелл» (штат Алабама).
С января по сентябрь 1983 года Бридлав был пилотом-курсантом истребителя «General Dynamics F-16 Fighting Falcon» на авиабазе «Макдилл» (штат Флорида). После этого он был переведен на авиабазу «Торрехон» в Испании, где в период с сентября 1983 по январь 1985 года занимал должности командира «F-16» и летчика-инструктора в 614-м тактической истребительной эскадрильи. С января 1985 по март 1987 года Бридлав был офицером авиационной связи 602-й оперативной группы воздушной поддержки на авиабазе «Китцинген» в Западной Германии. С марта 1987 по январь 1988 года он входил в состав 526-го тактической истребительной эскадрильи на авиабазе «Рамштайн». В январе 1988 года Бридлав был назначен на пост начальника безопасности полетов 316-й авиационной дивизии, который занимал до августа. В течение следующих двух лет до августа 1990 года, он был первым лётным командиром «F-16», а затем помощником операционного офицера 512-й тактической истребительной эскадрильи. Затем, Бридлав вернулся в США, где с августа 1990 по июль 1991 года был студентом Воздушного командно-штабного колледжа на авиабазе «Максвелл», окончив его со степенью почётного выпускника. В том же году, он получил степень магистра наук в области авиационных технологий Университета штата Аризона.
С июля 1991 по май 1993 года он был начальником отдела авиационных операций командования ООН, командования комбинированных сил и командования сил США в Корее в Ёнсан-Гаррисоне в Южной Корее. Начиная с мая 1993 года, Бридлав был командиром 80-й истребительной эскадрильи на авиабазе «Кунсан». Так продолжалось до июля 1994 года, когда он стал студентом Национального военного колледжа в форте Лесли Дж. Макнейр в Вашингтоне (округ Колумбия), окончив его в июне 1995 года со степенью магистра в области исследований национальной безопасности.
В июне 1995 года Бридлав был назначен на пост операционного офицера Дивизиона Тихоокеанского командования при Объединённом комитете штабов в Пентагоне, который занимал до июля 1997 года, когда стал командиром 27-й оперативной группы на авиабазе «Кэннон» (штат Нью-Мексико). С июня 1999 и до мая 2000 года он был старшим помощником командующего Авиационного боевого командования на авиабазе «Лэнгли» (штат Виргиния). До мая 2001 года Бридлав был командиром 8-го истребительного крыла на авиабазе «Кунсан». С июня 2001 и до июня 2002 года он был старшим военным помощником секретаря ВВС США в штаб-квартире в Вашингтоне. В данный период, Бридлав выполнял боевые задачи в рамках операции «Совместная кузница» по поддержке мира в Боснии и «Совместный страж» по реализации мирного урегулирования в Косово. Также он совершил 10 зарубежных туров, в том числе два удаленных.
В 2002 году Бридлав стал выпускником образовательной программы «Seminar XXI», организованной Центром международных исследований при Массачусетском технологическом институте. С июня 2002 года по июнь 2004 года Бридлав являлся командиром 56-го истребительного крыла на авиабазе «Люк» (штат Аризона). До июня 2005 года он был командиром 31-го истребительного крыла на авиабазе «Авиано» в Италии. С июня 2005 по октябрь 2006 года Бридлав был вице-командиром 16-х авиационной группы на авиабазе «Рамштайн». Затем, до июля 2008 года, он занимал пост вице-директора по стратегическим планам и политике Объединённого комитета начальников штабов. С июля 2008 года по август 2009 года Бридлав был командующим 3-й воздушной армии на авиабазе «Рамштайн». В августе 2009 года он занял пост заместителя начальника штаба ВВС по операциям, планам и требованиям в штаб-квартире ВВС в Вашингтоне.

#### На посту вице-начальника штаба ВВС США
14 января 2011 года Бридлав вступил в должность 36-го по счёту вице-начальника штаба военно-воздушных сил США, сменив генерала Кэррола Чандлера. В тот же день, Бридлав был возведён в звание генерала. В данной должности, он председательствовал в Штабе ВВС, был членом Объединённого совета по наблюдению за требованиями и Консультативной рабочей группы заместителей, помогая начальнику штаба в организации, подготовке и оснащению 680 тысяч военных, членов резервных и гражданских сил, служащих в США и за рубежом. 27 июля 2012 года Бридлав ушёл с поста вице-начальника штаба ВВС, когда сменивший его генерал Ларри Спенсер на церемонии в Пентагоне получил четвёртую звезду.

#### На посту командующего сил ВВС США в Европе и Африке
31 июля 2012 года на церемонии на базе «Рамштайн» Бридлав вступил в должность 35-го по счёту командующего сил ВВС США в Европе, приняв флаг из рук Марка Уэлша. Также Бридлав занял посты командующего Объединённым воздушным командованием и директора Объединенного центра компетентности в воздушной мощи на авиабазе «Рамштайн», будучи ответственным за оперативный район, включивший в себя территорию 105 стран в Европе, Африке, Азии и на Ближнем Востоке, составляющих более 19 миллионов квадратных миль.

#### В должности командующего сил США и НАТО в Европе
28 марта 2013 года президент США Барак Обама и министр обороны Чак Хейгел объявил о назначении Бридлава на должность командующего Европейского командования вооружённых сил США и Верховного главнокомандования Объединённых вооружённых сил НАТО в Европе, вместо адмирала Джеймса Ставридиса, занимавшего эти посты с 2009 года. 19 апреля кандидатура Бридлава была подтверждена членами Сената США. 10 мая Бридлав, приняв флаг из рук Ставридиса, вступил в должность командующего Европейского командования ВС США в присутствии заместителя секретаря обороны Эштона Картера на церемонии в штаб-квартире командования в городе Штутгарт в Германии. Три дня спустя, 13 мая, он занял пост 17-го по счёту командующего Верховного главнокомандования ОВС НАТО в Европе в присутствии генерального секретаря НАТО Андерса Фога Расмуссена на церемонии в штаб-квартире командования в городе Монс в Бельгии.

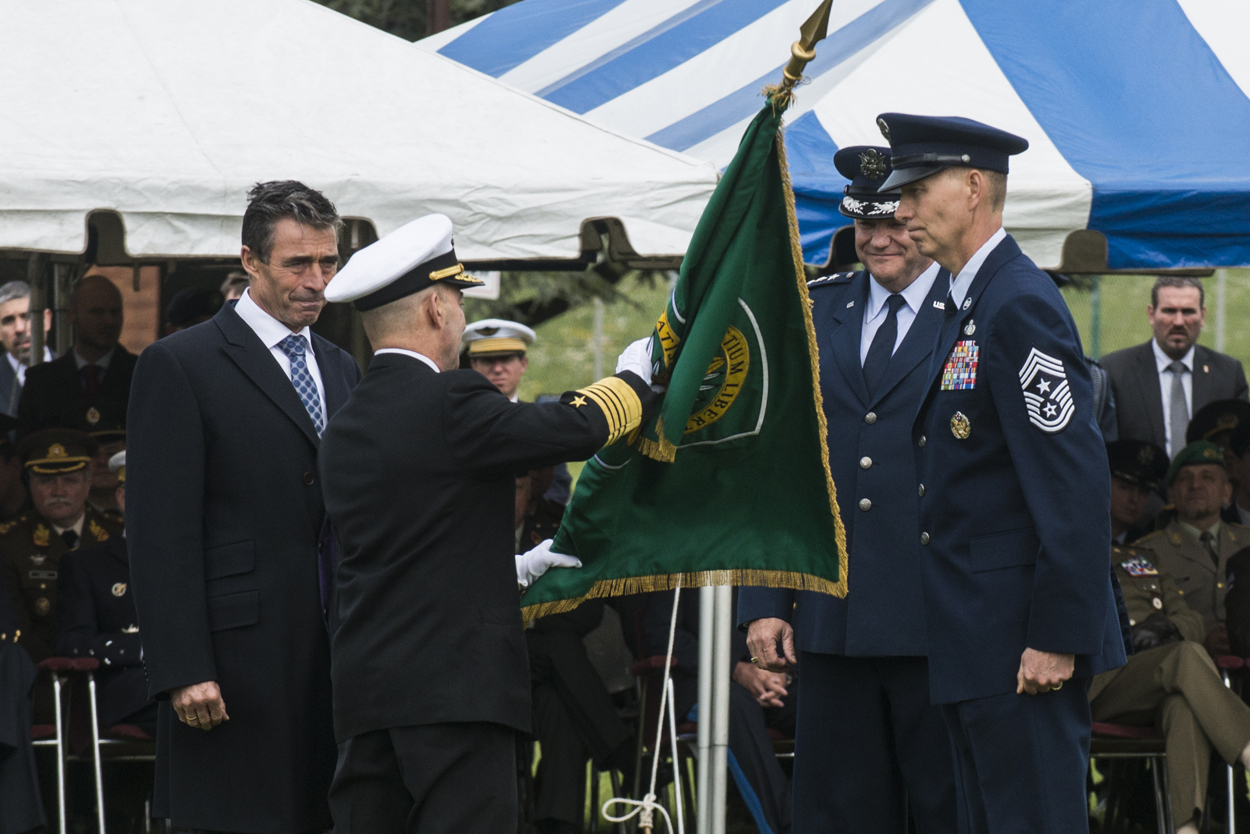
Бридлав принимает от Ставридиса командование Верховным главнокомандованием ОВС НАТО в Европе, 13 мая 2013 года.
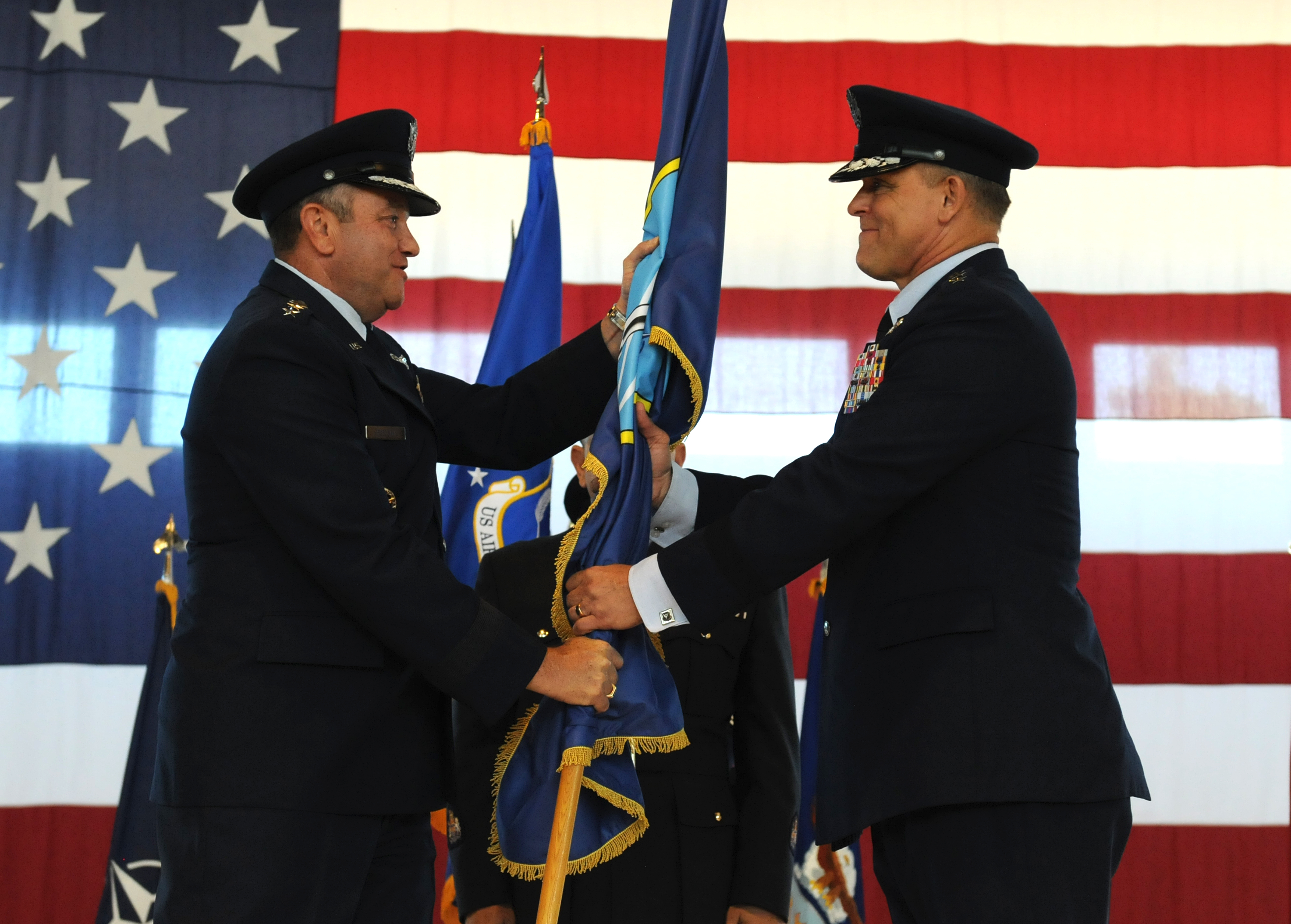
Бридлав передаёт Горенку командование ВВС США в Европе—Африке и Объединённым воздушным командованием, 2 августа 2013 года.

2 августа 2013 года на базе «Рамштайн» Бридлав передал генералу Фрэнку Горенку командование Объединённым воздушным командованием, а также командованием ВВС США в Европе и ВВС в Африке.

##### Взгляды на военные конфликты и ситуацию в мире
Занимая пост Главнокомандующего ОВС НАТО, Бридлав давал интервью и выступал на пресс-конференциях, часто становясь объектом внимания СМИ и государственных чиновников.
3 июля 2013 года Бридлав, как один из ответственных за реализацию миссии НАТО «Решительная поддержка» по помощи Афганистану после 2014 года, в интервью «BBC» рассказал, что «мы будем там, мы не откажемся от помощи афганскому народу и эта миссия — Решительная поддержка — будет двигаться вперед, и она будет продвигаться хорошо», добавив, что в данном регионе внимание НАТО сфокусировано на предотвращении возможного перелива сирийского кризиса на территорию Турции, а также отметив появление новых угроз, таких как подъём Аль-Каиды в Северной Африке, за которым с тревогой следит альянс.
3 апреля 2014 года в эфире «CNN» Бридлав заявил, что Россия сосредоточила на своих границах 40-тысячную группировку войск «при поддержке самолетов, вертолетов, всей логистики, необходимой для того, чтобы успешно осуществить вторжение» в восточные области Украины в течение 12 часов, однако отметив, что в этом плане у НАТО имеется хороший план воздушного и морского сдерживания, который может быть дополнен и сухопутным вариантом, разрабатываемым в течение нескольких дней. В июне того же года во Франции Бридлав принял участие в памятных мероприятиях по случаю 70-летия высадки в Нормандии, отметив, что «Величайшее поколение ветеранов Дня-D заслуживает самого высокого уважения и восхищения нашей страны. Они считали своим долгом собраться вместе для того, чтобы бороться с тиранией и угнетением. Но я также приветствую тех, кто сейчас и сегодня служит в наших вооружённых силах, потому что они по-прежнему идут по стопам тех ветеранов».
30 июня на пресс-конференции в Пентагоне Бридлав заявил о присутствии на российской стороне границы с Украиной семи групп батальонов, а также «многочисленных мелких сил специальных операций», отметив, что «мы видели подготовку ПЗРК» для сепаратистов, «мы видели обучение на восточной стороне границы с танками, бронетранспортерами, зенитным оборудованием, и теперь мы видим, что эти возможности используются на западной стороне границы», добавив, что «действия на земле говорят сами за себя. Существует хорошая риторика, есть некоторые хорошие слова о прекращении огня и мире. Но то, что мы видим, это по-прежнему является конфликтом, продолжением поддержки конфликта с восточной стороны границы. И пока мы не увидим разворот этой тенденции, я думаю, что мы должны смотреть на это с опаской», вследствие чего операция «Атлантическая готовность» по поддержке Литвы, Эстонии, Польши и Румынии будет продолжаться, так как для этого сил США и НАТО в Европе находится достаточное количество, однако «дополнительные силы могут потребоваться для организации устойчивого, постоянного присутствия, что в настоящее время не предусматривается», в то время как имеются планы сокращения флота истребителей «F-15».
17 августа в статье для «The Wall Street Journal» Бридлав вместе с Расмуссеном написал, что после падения Берлинской стены «войну в Европе, казалось, трудно себе представить, потому что бывшие противники стали союзниками по НАТО, и мы работали над установлением новых партнёрских отношений с Россией», однако «беспрецедентный период мира был нарушен агрессией России против Украины. Впервые с момента окончания Второй мировой войны, европейская страна отхватила силой часть чужой земли. День за днем, мы наблюдаем доказательства подрывного российского присутствия внутри Украины, стягивания боеспособных войск около своих границ и циничной попытке ребрендинга России как поставщика гуманитарной помощи. Трагическое сбивание Malaysia Airlines Flight 17 слишком ясно показало глобальные последствия неосторожных действий России». 15 сентября на заседании Атлантического совета, совпавшем с саммитом НАТО в Уэльсе, Бридлав заявил, что использование Россией войск без знаков отличия, т. н. «маленьких зеленых человечков», стало «самым удивительным блицкригом, который мы когда-либо видели в истории информационной войны», и «мы ясно видели, как этот сценарий разыгрывался в Крыму, как он разыгрывался на востоке Украины. Теперь мы начинаем видеть элементы этого сценария в Молдове и Приднестровье», и «то, что мы видим сейчас в России, в этом гибридном подходе к войне, это использование всех инструментов, которыми они располагают для обострения проблем, в частности с помощью использования своих военных инструментов», в связи с чем «мы должны проанализировать расклад сил в наших пограничных странах со значительным русским населением и то, как нам лучше подготовиться к началу гибридной войны. Как нам подготовить союзников к распознаванию, пониманию и сдерживанию первой волны сценария с использованием зеленых человечков» и «в случае соотнесения этих зеленых человечков со страной-агрессором в действие вступает 5-я статья Устава и тогда могут быть задействованы все средства НАТО», однако если «гибридная война, если она начинается и её не с кем связать, не является делом НАТО. Это внутреннее дело соответствующей страны». 30 сентября Бридлав принял в штаб-квартире командования короля Бельгии Филиппа и королеву Матильду.
3 ноября на пресс-конференции в Пентагоне Бридлав заявил об активизации российских военно-воздушных сил над территорией Европы, представляющих собой «многочисленные и сложные по структуре группы самолетов, проникавшие глубже и выполнявшие более провокационные маршруты», добавив, что «этим они хотят продемонстрировать нам, что являются великой державой и способны оказывать подобного рода влияние на нас», а также отметив, что на границах и на территории Украины находятся несколько подразделений российских вооружённых сил и «нет никаких признаков того, что Россия собирается сдавать позиции на Украине, где она продолжает поддерживать пророссийские сепаратистские группировки, несмотря на санкции Запада». 26 ноября в Киеве на пресс-конференции и встрече с президентом Украины Петром Порошенко, Бридлав сказал, что «Североатлантический альянс поддерживает территориальную целостность Украины и готов обеспечить потребности украинских вооружённых сил» с помощью разработанного всеобъемлющего плана, добавив, что «мы очень обеспокоены милитаризацией Крыма. Нас беспокоит, что разворачиваемые в Крыму потенциалы окажут эффект почти на все Чёрное море», и отметив рост количества вторжений самолётов российской военной авиации в воздушное пространство стран НАТО, из которых было перехвачено более ста — втрое больше, чем в 2013 году.
8 января 2015 года, после публикования Министерством обороны США результатов программы «Консолидация европейской инфраструктуры», заключающейся в большей эффективности и результативности присутствия США в Европе за счет сокращения расходов и реструктуризации имущества, Бридлав отметил, что всё это «поможет обеспечить поддержку нашего постоянного и способного присутствия в Европе» для «реагирования на угрозы для наших союзников и партнеров», а сама программа поможет министерству «сосредоточить средства для поддержания наших оперативных возможностей по всему Европейскому региону для удовлетворения сегодняшних угроз и подготовки к вызовам завтрашнего дня». 7 февраля на Мюнхенской конференции по безопасности Бридлав назвал предложения президента России Владимира Путина по урегулированию конфликта на Украине «полностью неприемлемыми», но «я не думаю, что мы должны препятствовать возможности военного варианта», однако «нет никаких разговоров о нахождении сапогов на земле» Украины. В связи с этим высказыванием, некоторые российские и пророссийские СМИ объявили о том, что Бридлав собрался наносить авиационные удары по Донбассу и план этого решения в НАТО уже готов. 8 марта в интервью телеканалу «1+1», в контексте развёртывания в рамках операции «Атлантическая решимость» около 3000 военнослужащих США и НАТО в Эстонии, Латвии и Литве, Бридлав отметил, что Россия использовала аннексию Крыма для значительного увеличения своего военного присутствия в регионе, в частности сказав, что «то, что мы видели, легко охарактеризовать как милитаризацию Крыма. Россия размещает там очень продвинутые силы: авиацию, военно-морские силы. Мы видим очень качественные ракетные системы „земля-воздух“, которые покрывают радиус в 40 % Чёрного моря, мы видим крылатые ракеты, которые покрывают радиус почти всего Чёрного моря. То есть мы видим, что Крым уже стал плацдармом для дальнейшего применения силы», но при этом основной целью России является «контроль не над территориями, а сохранение влияния на Украину». 22 марта Бридлав вместе с генеральным секретарём НАТО Йенсом Столтенбергом и официальными лицами Европейского союза и США, принял участие в ежегодном форуме Германского фонда Маршалла в Брюсселе, на котором затрагивалась проблематика российско-украинского конфликта. В контексте возможных военных поставок США на Украину он отметил, что в рамках противостояния дипломатическим, экономическим и военным методам России для поддержки сепаратистов на востоке Украины, «мы на Западе должны рассмотреть все инструменты в качестве ответа. Может это стать дестабилизирующим фактором? Ответ — да. Но и бездействие может привести к дестабилизации. Я думаю, это ещё один вопрос, на который нашей стране стоит обратить внимание. Является ли бездействие адекватным шагом?».
30 апреля на заседании Комитета по вооружённым силам Сената Конгресса США, посвящённом программе и бюджету Европейского командования США, Бридлав заявил, что «режим тишины» на востоке Украины используется Россией для перегруппировки войск и подготовке к возможного наступлению, однако «мы не можем точно предсказать, что Россия собирается делать дальше, и мы не понимаем до конца, каковы намерения Путина. Мы можем делать выводы на основании его предыдущих поступков. То, что мы видим, дает нам основания полагать, что Россия наращивает свои возможности, проводит серьезную модернизацию в военной сфере и вынашивает амбициозные стратегические планы», отметив, что его команда в настоящее время столкнулась с большим количеством угроза в лице «реваншистской России», бойцов исламского государства на пороге НАТО в Сирии, и нестабильности всей Северной Африке из-за потока мигрантов в Европе, и «наши силы не рассчитаны на любую из этих трех проблем», так как являются самыми малочисленными в армии США. Также он добавил, что поддерживает «рассмотрение использования наступательных вооружений, чтобы изменить решение численности на земле и для облегчения привлечения оппонента к столу для решения, окончательного решения», предусматривающее поставку Украине военной мощи, необходимой, чтобы победить Россию. В тот же день, члены Комитета 60-ю голосами «за» и двумя «против» одобрили выделение выделение 200 миллионов на поставку оружия армии Украины и на обучение военных, «противостоящих российской агрессии».

##### Отставка
11 марта 2016 года Североатлантический совет НАТО одобрил назначение генерала Кёртиса Скапаротти на должность Верховного главнокомандующего ОВС НАТО в Европе, а президент США Барак Обама — на пост командующего Европейским командованием ВС США, вместо уходящего в отставку Бридлава. Передача полномочий командующего ЕКВС США состоялась в присутствии министра обороны США Эштона Картера на торжественной церемонии в Штутгарте (Германия), а 4 мая Скапаротти вступил в должность Верховного главнокомандующего ОВС НАТО в Европе в присутствии генерального секретаря НАТО Йенса Столтенберга церемонии в Монсе (Бельгия). 1 июля Бридлав официально вышел в отставку с военной службы.

## Награды
| | | | |
| | | | |
| | Бронзовый пучок дубовых листьев | | Бронзовый пучок дубовых листьев · Бронзовый пучок дубовых листьев · Бронзовый пучок дубовых листьев · Width-44 crimson ribbon with a pair of width-2 white stripes on the edges |
| Бронзовый пучок дубовых листьев | Бронзовый пучок дубовых листьев · Бронзовый пучок дубовых листьев · Бронзовый пучок дубовых листьев · Width-44 crimson ribbon with two width-8 white stripes at distance 4 from the edges. | | |
| | Бронзовый пучок дубовых листьев | Бронзовый пучок дубовых листьев · Бронзовый пучок дубовых листьев · Бронзовый пучок дубовых листьев · Бронзовый пучок дубовых листьев | Бронзовый пучок дубовых листьев |
| Бронзовая звезда за службу · Width=44 scarlet ribbon with a central width-4 golden yellow stripe, flanked by pairs of width-1 scarlet, white, Old Glory blue, and white stripes | | | Бронзовый пучок дубовых листьев · Бронзовый пучок дубовых листьев |
| Бронзовый пучок дубовых листьев · Бронзовый пучок дубовых листьев · Бронзовый пучок дубовых листьев · Бронзовый пучок дубовых листьев                                           | Серебряный пучок дубовых листьев · Бронзовый пучок дубовых листьев · Бронзовый пучок дубовых листьев · Бронзовый пучок дубовых листьев                                                     | | Золотая звезда повторного награждения |
| Большой Крест Военно-Воздушных заслуг (Белый дивизион) | Командор ордена Заслуг | Командор Большого креста Ордена Виестура                                                                                              | Командор ордена «За заслуги перед Литвой» |
| Орден Золотого руна | Орден Орлиного креста 1 класса | Командорский военный крест со Звездой Ордена Заслуг                                                                                   | Орден Князя Ярослава Мудрого V степени |
| Великий офицер Ордена «За заслуги перед Итальянской Республикой» | Великий офицер Ордена Звезды Румынии | Ордена князя Трпимира с шейной лентой и утренней Звездой                                                                              | Большой Крест Ордена Короны |

Сверху, слева направо: Значок лётчика-командира ВВС США, Знак Объединённого комитета начальников штабов, Знак «SHAPE», Знак Штаб-квартиры ВВС
- Первый ряд: Медаль Министерства обороны «За выдающуюся службу», Медаль Военно-воздушных сил «За выдающуюся службу» с бронзовым дубовым листом, Медаль «За отличную службу», Орден «Легион почёта» с тремя бронзовыми дубовыми листьями;
- Второй ряд: Медаль «За похвальную службу» с бронзовым дубовым листом, Медаль похвальной службы с тремя бронзовыми дубовыми листьями, Авиационная медаль «За достижения»[англ.], Похвальная медаль Объединённого командования;
- Третий ряд: Медаль «За успехи» ВВС[англ.], Единая награда авиационному подразделению с бронзовым дубовым листом, Награда выдающемуся авиационному подразделению[англ.] с четырьмя бронзовыми дубовыми листьями, Медаль боевой подготовленности[англ.] с бронзовым дубовым листом;
- Четвёртый ряд: Медаль за службу национальной обороне с бронзовой звездой службы, Служебная медаль «За глобальную войну с терроризмом», Медаль «За службу по защите Кореи», Лента краткой службы за границей в ВВС[англ.] с двумя бронзовыми дубовыми листьями;
- Пятый ряд: Лента долгой службы за границей в ВВС[англ.] с четырьмя бронзовыми дубовыми листьями, Награда за выслугу лет в ВВС[англ.] с одним серебряным и тремя бронзовыми дубовыми листьями, Лента обучения ВВС[англ.], Медаль Межамериканского совета обороны[англ.] с золотой звездой награждения.

20 июня 2014 года министр обороны Испании Педро Моренес удостоил Филипа Бридлава звания Кавалера Большого Креста белого дивизиона Ордена Военно-Воздушных заслуг (знаки вручены 3 июля во время церемонии открытия Объединённого центра воздушных операций в Торрехоне начальником Генерального штаба обороны Испании генералом Фернандо Гарсией Санчесом.
13 января 2015 года президент Польши Бронислав Коморовский удостоил Филипа Бридлава звания Командора Креста Ордена Заслуг перед Республикой Польша (знаки отличия вручены лично президентом в тот же день на церемонии в Бельведерском дворце в Варшаве).
30 апреля на торжественном ужине Атлантического совета в Вашингтоне Филип Бридлав был удостоен премии «Distinguished Military Leadership Award», в свою очередь высоко оценив «огромную роль», которую совет играет в «активизации диалога, повышения заострения нашего мышления и стремления принимать решения».
26 ноября президент Латвии Раймондс Вейонис удостоил Филипа Бридлава звания Командора Большого креста Ордена Виестура «за заслуги перед Латвийским государством и значительный вклад в латвийскую безопасность и оборону» (знаки отличия были вручены в тот же день лично президентом).
16 февраля 2016 года президент Литвы Даля Грибаускайте удостоила Филипа Бридлава звания Командора Ордена «За заслуги перед Литвой» «за особый личный вклад и усилия по укреплению безопасности нашей страны» (знаки отличия были вручены 29 марта лично президентом).
22 марта президент Грузии Георгий Маргвелашвили удостоил Филипа Бридлава звания Кавалера Ордена Золотого руна «за значительный вклад в укрепление евроатлантической интеграции Грузии, а также углубление сотрудничества в области обороны между Грузией и США» (знаки отличия были вручены в тот же день лично президентом на церемонии в президентском дворце в Тбилиси).
29 марта президент Эстонии Тоомас Хендрик Ильвес удостоил Филипа Бридлава звания Кавалера Ордена Орлиного креста 1-го класса «в знак признания его действий в обеспечении коллективной обороны НАТО и безопасность демократической Европы в целом» (знаки отличия были вручены в тот же день лично президентом).
21 апреля начальник Генерального штаба Венгрии Тибор Бенкё по указу президента Венгрии удостоил Филипа Бридлава звания Кавалера Командорского военного креста со Звездой Ордена Заслуг «за расширение возможностей обороны, укрепление в Венгрии сил интеграции НАТО, призванных поддерживать возможности проведения специальных операций».
26 апреля президент Украины Пётр Порошенко удостоил Филипа Бридлава звания Кавалера Ордена князя Ярослава Мудрого V степени «за значительный личный вклад в развитие отношений Украины с Североатлантическим альянсом, отстаивание государственного суверенитета и территориальной целостности Украины» (знаки отличия были вручены 4 мая главой миссии Украины при НАТО Егором Божком).
4 мая начальник Штаба обороны Италии генерал Клаудио Грациано удостоил Филипа Бридлава звания Великого офицера Ордена «За заслуги перед Итальянской Республикой» за «постоянное и должное внимание к направлениям деятельности и предложениям Италии, признание в каждом контексте обременительного вклада страны в развитие Атлантического пакта, наделяющего военные возможности Италии престижем и авторитетом в международном сообществе».
4 мая президент Румынии Клаус Йоханнис по предложению министра обороны Румынии Михни Мотока удостоил Филипа Бридлава звания Великого офицера Ордена Звезды Румынии «в знак признания его особого вклада в укрепление безопасности Румынии внутри НАТО, усилий, предпринимаемых для увеличения присутствия НАТО на земле Румынии, а также планирование и осуществление миссии „Атлантическая решимость“ и развертывания Европейской инициативы Соединенных Штатов Америки в Румынии и регионе Чёрного моря» (знаки отличия были вручены в тот же день начальником Генерального штаба Румынии Николае-Ионелом Чиукэ в Монсе).
Также Бридлав был удостоен званий Кавалера Ордена князя Трпимира с шейной лентой и утренней Звездой (Хорватия) и Кавалера Большого Креста Ордена Короны (Бельгия).

## Звания
Обладая квалификационной категорией «лётчик-командир», Бридлав налетал более 3,500 часов, преимущественно на самолётах «General Dynamics F-16 Fighting Falcon», «Cessna T-37 Tweet» и «Learjet 35».
| Знак | Ранг                | Дата            |
| ---- | ------------------- | --------------- |
|      | Генерал             | 14 января 2011  |
|      | Генерал-лейтенант   | 21 июля 2008    |
|      | Генерал-майор       | 23 июня 2006    |
|      | Бригадный генерал   | 1 октября 2003  |
|      | Полковник           | 1 января 1998   |
|      | Лейтенант-полковник | 1 июня 1993     |
|      | Майор               | 1 ноября 1988   |
|      | Капитан             | 10 декабря 1981 |
|      | Первый лейтенант    | 10 декабря 1979 |
|      | Второй лейтенант    | 1 июня 1977     |

## Личная жизнь
У Филипа и его супруги Синди — трое детей: сын Дэниел и две дочери, Саманта и Ребекка.
Болеет за футбольную команду Технологического института Джорджии «Yellow Jackets», увлекается мотоспортом, владея мотоциклом «Harley-Davidson Street Glide», на котором ездит только в защитном оборудовании, к чему агитирует и других. Любимое блюдо — жареная бамия, кукурузное пюре и нарезанные красные томаты.